# Saint Vincent i Grenadyny na Letnich Igrzyskach Olimpijskich 2004
 Saint Vincent i Grenadyny  na  XXVIII Letnich Igrzyskach Olimpijskich  reprezentowało trzech zawodników (2 mężczyzn, 1 kobieta). Kraj wysłał sportowców na letnie igrzyska olimpijskie po raz piąty.

## Reprezentanci
Pływanie 
- Donnie Defreitas 50 m stylem dowolnym mężczyzn – 74. miejsce

 Lekkoatletyka 
- Andy Grant 800 m mężczyzn – odpadł w 1. rundzie
- Natasha Mayers 100 m kobiet – odpadła w 1. rundzie